# Alice's Adventures in Wonderland (ballet)
Alice's Adventures in Wonderland is een hedendaags ballet in twee bedrijven, gebaseerd op het gelijknamig verhaal van Lewis Carroll. Choreograaf Christopher Wheeldon maakte het voor het Royal Ballet en het National Ballet of Canada. Joby Talbot componeerde muziek voor het stuk. Bob Crowley ontwierp de kostuums en Nicholas Wright verzorgde het libretto.
Het ballet ging in première op 28 oktober 2011 in het Royal Opera House te Londen. Wheeldon paste in 2012 de structuur van het ballet aan. Hij organiseerde Alice in Wonderland in drie bedrijven en voegde een pas de deux voor Alice en de Hartenboer toe.

## Verhaal

### Eerste bedrijf
Een zomernamiddag in Oxford, 1862. Henry Liddell en zijn vrouw houden een tuinfeest. Lewis Carroll, een wiskundedocent, vermaakt hun drie dochters: Lorina, Edith en Alice. Jack, de tuinierszoon, brengt een mand met rozen. Alice's moeder doet moeilijk over een rode roos die misplaatst is tussen witte exemplaren. Jack schenkt de afgewezen bloem aan Alice. In ruil geeft zij hem een gebakje. Wanneer Alice's moeder het missende gebakje opmerkt, beschuldigt ze Jack van diefstal. Jack moet de tuin verlaten.
Alice is aangedaan door Jacks vertrek. Carroll wil haar troosten en biedt aan een foto te maken. Wanneer de man vanachter zijn camera komt, is hij tot Alice's verbazing in een wit konijn veranderd. Het Wit Konijn verdwijnt in Carrolls tas. Alice gaat hem achterna. Ze valt en blijft vallen... tot ze landt in een mysterieuze gang vol deuren. Jack, nu de Hartenboer, rent er voorbij. Hij wordt achterna gezeten door de Hartenkoningin. Zij beschuldigt hem van het stelen van enkele taartjes. Alice wil volgen, maar past niet door de enige open deur.
Plots verschijnt er een flesje waarop "drink me" geschreven staat. Moedig neemt Alice een teug. Ze krimpt. Ze is nu zo klein dat ze niet eens aan de deurhendel kan. Dan neemt ze een beet uit een cakeje en groeit uit tot een reusachtige Alice. Uit frustratie gaat ze huilen. Alice krimpt opnieuw en haar tranen vormen nu een meer. Een aantal dieren zwemmen door het tranenmeer. Ze verzamelen aan land. Om hen te drogen en wat op te vrolijken organiseert Alice een "caucus race".
Wanneer het Wit Konijn in een haast passeert, gaat Alice hem achterna, verder Wonderland in. Ze komt voorbij het huis van de Hertogin en de Kolderkat. Ze passeert ook de Gekke Hoedenmaker, Maartse Haas en Zevenslaper die een waanzinnig theekransje houden. Nog later treft ze een exotische rups. Terug aangekomen in de gang met de gesloten deuren verdwijnen de muren. Alice bevindt zich nu in een prachtige tuin. Ook de Hartenboer is daar. Hun tijd samen is helaas kort. De Hartenkoningin verschijnt. Woest beveelt ze dat de Hartenboer gevangen moet, maar hij kan ontkomen.

### Tweede bedrijf
In de tuin treft Alice drie tuiniers die rozen rood aan het verven zijn. Ze hadden per abuis witte rozen geplant. Wanneer de Hartenkoningin op het bedrog stuit, beveelt ze de executie van de tuiniers. Alice en het Wit Konijn smokkelen de tuiniers snel uit zicht. Nadat de Hartenkoningin haar (vreselijke) danskunst aan het hof toont, begint een spelletje croquet. Tijdens de match trekt Jack de aandacht van Alice. Hij wordt echter gevat en naar het paleis gebracht voor een proces.
De eerste getuige op het proces is de Gekke Hoedenmaker. Andere figuren uit Wonderland volgen. In de chaos beschuldigen ze de Hartenboer. Alice komt tussen en beweert stellig dat hij onschuldig is. Samen brengen Alice en Jack een betoog waarmee ze iedereen behalve de koningin overtuigen. De Hartenkoningin wil daarop zelf tot de executie overgaan. Na een wilde achtervolging duwt Alice de hovelingen, tenslotte slechts speelkaarten, omver. Op dat moment ontwaakt ze.

## Choreografie
Christopher Wheeldon liet zich voor zijn choreografie inspireren door de situaties in Alice's Adventures in Wonderland en de originele illustraties van John Tenniel. De uniciteit van de karakters komt tot uiting in hun dans. Zo beweegt het Wit Konijn met een neurotische precisie die zijn obsessie met het meten van de tijd weergeeft. Wheeldon incorporeerde in verschillende rollen ook invloeden van buiten de klassieke dans. De Gekke Hoedenmaker brengt bijvoorbeeld tapdans en de Rups beweegt erg vrij met het bovenlichaam, ongehinderd door de conventies van ballet.
Opmerkelijk is het "taartjesadagio" van de Hartenkoningin. Deze passage is een parodie op het rozenadagio uit Doornroosje. De Hartenkoningin is erg onhandig en haar vier minnaars zijn ongelukkige dienaars die eigenlijk niet met haar willen dansen. Ze geven haar elk een taartje, in plaats van een roos zoals de prinsen in Doornroosje doen.
Het ballet werd in 2012 door Wheeldon zelf aangepast. Het eerste bedrijf brak hij op in twee delen, net voor de scène van het waanzinnige theefeestje. Ook voegde de choreograaf een pas de deux toe voor Alice en Jack. Dit bevestigt het ballet als een verhaal waarbij Alice in haar adolescentie komt en de liefde ontdekt. Een andere aanpassing is de wijze waarop Alice in Wonderland terechtkomt. Sinds de Amerikaanse première in 2012 te Los Angeles duiken het Wit Konijn en Alice door een dessertgelei op de eettafel, in plaats van door de tas van Carroll.

## Muziek
Joby Talbot schreef de muziek voor Alice's Adventures in Wonderland. Het was de eerste originele compositie voor een opvoering van het Royal Ballet in twintig jaar. De muziek volgt vooral het gemoed van Alice. Talbot componeerde ook voor de situaties en karakters, net zoals Wheeldon die uitdrukking gaf in zijn choreografie. Het leidmotief voor het Wit Konijn doet denken aan de tikkende mechaniek van een klok, de Hartenkoningin wordt begeleid door elementen uit de tango en tijdens het waanzinnig theefeest ontaardt het orkest in een kakofonie.

## Kostuums en decor
Bob Crowley verzorgde de visuele vormgeving van het ballet. Aanvankelijk was hij terughoudend. Een ballet maken op basis van Alice in Wonderland leek hem een grote uitdaging. Toch raakte hij overtuigd. Het stuk maakt gebruik van heel wat decorwissels. Dit komt omdat de episodische aard van het boek bewaard bleef. Opmerkelijk is het gebruik van video en optische illusies. Onder meer de scènes waarbij Alice blijft vallen en waarbij ze krimpt en groeit maken hier gebruik van.
De kostuums volgen in grote mate het karakterontwerp in de illustraties van John Tenniel voor het oorspronkelijke werk. De dansers die antropomorfe dieren vertolken, zoals het Wit Konijn en de Maartse Haas, vertonen ook dierlijke elementen in hun kostuum. De outfit van Alice wijkt wel af. Zij draagt een violette romantische tutu. Voor de figuur van de Kolderkat maakt het ballet gebruik van poppentheater. Meerdere dansers in een zwart pak bewegen er rekwisieten die een driedimensionale weergave zijn van de oorspronkelijke illustratie uit het boek.